# Luis Leoro Franco
Luis Leoro Franco (Ibarra, 11 de enero de 1934) es un teniente general de la Fuerza Aérea Ecuatoriana que fue miembro del triunvirato militar, llamado "Consejo Supremo de Gobierno" de Ecuador, que entre 1976 y 1979, ejerció de facto, los poderes del Estado.

## Biografía
Nació en la ciudad de Ibarra, provincia de Imbabura, hijo del matrimonio entre el profesor José Miguel Leoro y Albertina Franco, realizó sus estudios escolares y secundarios en dicha ciudad, tras esto ingresó a la Escuela de Aviación de la Fuerza Aérea Ecuatoriana - FAE.
Su carrera militar fue impecable, razón por la cual logró ascender a Teniente General; fue en su servicio, tal como era de esperarse, un excelente piloto militar, para esto, estudió en Estados Unidos, Brasil y Panamá. Durante su carrera militar además se desempeñó como comandante de la Base Aérea de Taura, jefe de Operaciones de la empresa TAME, director de la Escuela Militar de Aviación y jefe de Estado Mayor y comandante general de la Fuerza Aérea Ecuatoriana.

### Consejo Supremo de Gobierno
Fue el representante de la Fuerza Aérea Ecuatoriana en el triunvirato militar que en 1976 depuso al entonces dictador Guillermo Rodríguez Lara. Junto a él conformaron la junta el General de Ejército, Guillermo Duran Arcentales, y el Almirante de la Fuerza Naval Alfredo Poveda Burbano, quien presidió el Consejo de Gobierno. Dicha Junta de Gobierno gobernó Ecuador, desde 1976 y 1979, cuando Ecuador volvió a un régimen constitucional y democrático.